# Optička debljina
Optička debljina (točnije rečeno optička debljina atmosfere) je broj koji pokazuje kroz koliko puta veću debljinu Zemljine atmosfere moraju proći Sunčeve zrake kad padaju koso nego kad padaju okomito na površinu Zemlje.

## Apsorbiranje Sunčeva zračenja u atmosferi
Svaki plin selektivno apsorbira elektromagnetsko zračenje, i to s obzirom na valnu duljinu λ. Također svaki plin ima konstantan koeficijent apsorpcije, koji ovisi o valnoj duljini zračenja i o stanju plina. Energiju zračenja apsorbiraju molekule plina, pretvarajući je u neki drugi oblik energije, pa zato apsorbirana energija zračenja ovisi o gustoći plina, te o debljini sloja plina kroz koji zračenje prolazi. 
Za monokromatsko zračenje odnos je jakosti (intenziteta) zračenja Iλs nakon prolaza kroz sloj zraka masenog koeficijenta apsorpcije αλm, debljine s, gustoće ρ(s), i jakosti upadnog zračenja Iλ0 opisan Lambert-Beer-Bougertovim zakonom:
{\displaystyle I_{\lambda s}=I_{\lambda 0}\cdot e^{-\,\alpha _{\lambda m}\cdot \int _{0}^{s}\rho \cdot \,\mathrm {d} s}}
Eksponent {\displaystyle \tau _{i}={-\,\alpha _{\lambda m}\cdot \int _{0}^{s}\rho \cdot \,\mathrm {d} s}} zove se optička debljina atmosfere. Ona je ovisna o položaju Sunca, najmanja je za Sunce u zenitu, a najveća za Sunce na obzoru (horizontu). 
Masa zapaženog stupca zraka s osnovicom površine (ploštine) A jest:
{\displaystyle M=A\cdot \int _{0}^{s}\rho \cdot \,\mathrm {d} s}
Omjer te mase m za neki položaj Sunca M i za Sunce u zenitu M0 zove se optička masa atmosfere:
{\displaystyle m={\frac {M}{M_{0}}}}
Ovisnost optičke mase atmosfere o kutnoj visini Sunca navedena je u tablici:
| Kutna visina Sunca | Optička masa atmosfere |
| ------------------ | ---------------------- |
| 90°                | 1,00                   |
| 70°                | 1,06                   |
| 50°                | 1,30                   |
| 40°                | 1,55                   |
| 30°                | 2,00                   |
| 20°                | 2,90                   |
| 10°                | 5,60                   |
| 5°                 | 10,40                  |
| 0°                 | 35,40                  |

Za različite kutne visine Sunca prikazane su u tablici pripadne vrijednosti optičke mase atmosfere. Vidi se da pri položaju Sunca na obzoru (horizontu) Sunčevo zračenje prolazi kroz 35,4 puta veću masu stupca zraka nego kad je Sunce u zenitu. To je razlog da u jutarnjim satima, nakon izlaska Sunca, Sunčevo ozračenje na površini Zemlje naglo raste, a u večernjim satima, pred zalazak Sunca naglo pada.
Atmosfera se neposredno ne zagrijava time što molekule zraka apsorbiraju Sunčevo elektromagnetsko zračenje. Apsorbirana energija zračenja očituje se u raznim fotokemijskim, fotoelektričnim i drugim molekularnim procesima, pa tako, na primjer, u velikim visinama apsorpcijom ultraljubičastog zračenja nastaje ozon. U troposferi, uz vodenu paru, i ugljikov dioksid apsorbira infracrveno zračenje, a Sunčevo zračenje apsorbiraju i primjese u atmosferi (prašina) i kapljice oblaka i magle.